# Fleckenkünstler
Als Fleckenkünstler bezeichnete man bis ins 19. Jahrhundert Menschen, die sich auf die Entfernung von Flecken aller Art spezialisiert hatten. Der Begriff hat keinerlei Bezug zur modernen Kunstart Tachismus (Fleckwerk oder Fleckenkunst).
Fleckenkünstler gehörten im Gegensatz zu anderen Handwerkern keiner Zunft an, wie Johann Heinrich Moritz von Poppe in seinem Technologischen Lexicon erwähnt. Die selbständige Tätigkeit des Fleckenkünstlers findet auch indirekt Erwähnung in Daniel Völters Beschreibung von Paris, wo er als Dégraisseur (Entferner von Fettflecken) auftritt und seine Kunst in „witziger und anmuthiger Auffschneiderei“ den potentiellen Kunden anbietet.

## Namensgeber für Selbsthilfeliteratur
Die Berufsbezeichnung Fleckenkünstler etablierte sich als Titel für einige Bücher, die Ratschläge zum Entfernen von Flecken (zumeist aus Stoffen und Papier oder von Edelmetallen) enthalten. Aus dem 18. Jahrhundert sind jedoch nur zwei anonym erschienene Werke belegt, die sich als Fleckenkünstler bezeichnen. Auffällig ist, dass beide mit magischen Methoden zur Fleckenentfernung bzw. Nachfärbung der betroffenen Stellen werben.
Der 1773 erstmals erschienene Aus gold- und silbernen Stücken, wie auch [...] allerhand Tüchern und Zeugen [...] Oel- Schmalz- Rost- Dinten- Pech- und dergleichen mehr herausbringende Fleckenkünstler verspricht, neben seinem eigentlichen Zweck auch „allerhand sympathetische, antipathetische, spagyrische und magische Kunst-Stücke“ zu lehren. Eine ähnliche Werbestrategie nutzt der Der vollkommene Fleckenkünstler, der ebenfalls schon in der Erstauflage von 1797 mit „vielen bisher geheim gehaltenen Künsten“ wirbt, die nun der Öffentlichkeit zugänglich gemacht werden sollen.
1809 erschien Der Fleckenkünstler nach chemischen Grundsätzen als Übersetzung von Jean-Antoine Chaptals Principe chimique sur l'art du teinturier-dégraisseur mit dem Untertitel „Der einzige mögliche Weg, diese Kunst mit Sicherheit auszuüben“, was darauf schließen lässt, dass der Beruf des Fleckenkünstlers zu diesem Zeitpunkt noch nicht ausgestorben war. Auch der 1824 erstmals erschienene Fleckenreiniger und Feinwäscher versteht sich als „Handbuch für wirckliche Fleckenkünstler“ und erlebte vier Neuauflagen.